# D&K
D&K é o oitavo álbum de estúdio da banda DeGarmo and Key, lançado em 1987.

## Faixas
1. "Out of the Danger Zone"
2. "Under The Sun"
3. "Rock Solid"
4. "Teenage Suicide"
5. "Don't Stop The Music"
6. "Strength of Love"
7. "Brother Against Brother (It's Not Right)"
8. "War With The World"
9. "Stand"
10. "Radical"
11. "When the Son Begins to Reign"